# 中华人民共和国第七届农民运动会
中华人民共和国第七届农民运动会由河南省人民政府承办，于2012年秋在南阳市举行。 是南阳市、也是河南省自中華人民共和國建政以来承办的规格最高、规模最大的综合性体育赛事。

## 申办历程
- 南阳从1994年开始坚持不懈申请了2000年第四届、2004年第五届和2008年第六届农运会，但均因资金和场馆劣势而以失败告终。
- 2007年8月，南阳市第四次申请主办农运会，经过中国农民体协认真考察后，认为南阳已基本具备举办全国农运会的条件。同时申办的城市还有洛阳市。
- 2008年3月20日，农业部、国家体育总局和中国农民体育协会正式宣布，全国第七届农民运动会由河南省人民政府承办，于2012年在南阳市举行。

## 组织筹备
- 2009年9月29日，第七届农运会官方网站开通。

## 体育场馆
为达到承办要求，南阳兴建一个3.5万人大型体育场、室内游泳馆、室内训练馆、新闻发布中心各一个，新建体育馆两个，三项场地、钓鱼场、风筝场各一个。

## 争议

### 拆楼事件
为了给2012年南阳农运会让路，南阳市政府决定拆掉康泰中央花园经济适用房项目，改建新闻中心。在接受湖南潇湘晨报记者电话采访的时候，南阳市委宣传部新闻科的工作人员表示：“你们报纸应该多关注你们本省的事情，搞这种异地采访不值得提倡。”

### 毁麦种树事件
2010年4月29日，中国新华社发出《河南南阳发生“毁麦种树”事件上百亩小麦被铲》一文，指出南阳市筹办2012年全国农运会，为了搞绿化工程，但由于时间紧迫，不惜毁掉大片农田，引起农民的不满。

### 职业棋手参赛
农运会比赛资格审查办法明确规定“专业运动员不能参加本届农运会”，然而，中国象棋比赛上，大量比赛队伍和棋手违反此规定，包括北京队的王天一（改名王天弈）、王跃飞（王跃非）、刘欢（刘唤）、韩冰（韩兵）；河南队的武俊强（朱利朋）、李晓晖（李满意）；辽宁队的钟少鸿、孟辰；湖北队的左文静等。其中王天一获得象棋男子快棋赛的冠军。此事经《广州日报》2012年9月18日报道之后引起巨大反响。事后，王天一表示道歉，但新华社评论认为王天一等是被人操纵的，“应该深挖严责的，是躲在幕后操纵底线的导演们。”冒名参赛棋手成绩均遭取消，中国棋院院长刘思明表将展开调查。